# Museo Alto Bierzo
El Museo Alto Bierzo es una institución de titularidad municipal ubicado en Bembibre, Castilla y León (España). Fue creada el 26 de junio de 1987 para exponer el patrimonio histórico del Bierzo Alto, los usos y costumbres tradicionales, las tareas domésticas y agrícolas, los oficios y artesanías, recopilando y exhibiendo toda clase de materiales arqueológicos, históricos, etnográficos y de tipos relacionados referentes al Bierzo Alto y su ámbito de influencia, fomentando su conocimiento, estudio y divulgación.
Se encuentra ubicado, desde el año 2008, en el Centro Cultural Casa de las Culturas de la Villa de Bembibre, ocupando una superficie de 800 m², sobre la que se exponen unas 500 piezas de las más de 4000 custodiadas en sus dependencias. La unión entre ambas plantas se realiza en el interior de las mismas, a través de una rampa que sirve, a su vez, como espacio expositivo, lo que aporta una singularidad propia de un diseño cuidadoso y adaptado a la finalidad museográfica.
La exposición permanente se articula en torno a dos colecciones en que se encuadran las piezas que atesora, versando sobre arqueología y etnografía, suponiendo un proceso de recopilación y catalogación que se ha desarrollado a lo largo de los años, especialmente desde el año 1985, con una parcipación activa de la ciudadnía, de grupos y personas comprometidas con la cultura de Bembibre.
Fruto de este trabajo y tesón, el año 2005 el Museo Municipal de Bembibre, ya renombrado Museo Alto Bierzo, pasa a formar parte de la red Sistema de Museos de Castilla y León, constituyendo un privilegiado escaparate en que mostrar el patrimonio cultural del Alto Bierzo.

## Historia
La ubicación en su actual emplazamiento representa la culminación de una larga trayectoria que se inicia, de modo público, al ser presentado ante el Ayuntamiento de la Villa un proyecto para su creación.
Este proyecto y propuesta la presenta el día 1 de marzo de 1936 Agustín Alonso Jambrina, maestro de San Román de Bembibre y presidente del Centro de Colaboración Escolar de la Villa, una iniciativa que se ve truncada con el estallido de la Guerra Civil Española.
Es en el año 1985 cuando esta idea vuelve a plantearse, de la mano de Ángeles Alonso Rubio, «una de las personas que más ha trabajado por la cultura de Bembibre en las últimas décadas», quien propone «crear un Museo en el que puedan exponerse los trajes regionales que se hagan en el taller dotado al efecto», en una componente etnográfica y costumbrista, complementada con una componente arqueológica, según la propuesta realizada por Manuel Olano Pastor, «de crear un Museo Municipal, con el fin de albergar el patrimonio histórico-cultural del Municipio», conformando, finalmente, las dos secciones en que se estructura y organiza el actual museo.
Tras diferentes procesos, en los que participa la agrupación «Amigos del Museo Regional de Bembibre» y otros grupos y personas, destacando la Peña de Montañeros «Gistredo», y resultando ya depositarios de unas 200 piezas de carácter arqueológico, etnográfico, documental, fotográfico, etcétera, el 28 de noviembre de 1986 aprueba la corporación local su creación y la formación de una comisión que se encargue de la fundación y de su posterior gestión, concluyendo con la inauguración del «Museo Municipal de Bembibre» el día 26 de junio de 1987, en el transcurso de la emblemática y tradicional «Salida del Santo».
Se instala este museo en la planta alta del edificio de usos múltiples, actualmente sede del Museo de Arte Sacro de Bembibre, distribuyéndose en  secciones de Protohistoria, Historia, Minería, El hierro y la herrería, La labranza y el campo, Oficios, La matanza, La casa y el ajuar, Trajes regionales y vestuario, Muestra permanente de pintores bembibrenses y varios, situándose en la primera planta de este inmueble el taller municipal de costura, estructura y distribución que culmina el viejo anhelo surgido ya 51 años antes, con sus raíces casi a inicios del siglo XX.

### Antecedentes
Sus antecedentes históricos se concretan en la persona del maestro de San Román de Bembibre y presidente del Centro de Colaboración Escolar de la Villa, Agustín Alonso Jambrina (1898-1936), uno de los precursores del conocimiento arqueológico del municipio quien, en los años veinte del pasado siglo, organiza excursiones a los yacimientos del entorno, rescatando los vestigios presentes en la superficie, hallazgos que posteriormente estudia con sus alumnos en clases prácticas, dándolos a conocer después en exposiciones abiertas al público en general.
Como continuación a esta labor de recopilación y custodia patrimonial, nace la idea de establecer un museo como tal en Bembibre, proyecto que desarrolla y presenta al Ayuntamiento de la Villa el 1 de marzo de 1936, idea que se verá truncada ante el estallido de la guerra civil española que, igualmente, truncará su vida, en los primeros momentos de esta confrontación, cuando contaba con 36 años de edad.
Recuperará su labor Ángeles Alonso Rubio, dotada de un don especial para el mundo de las artes, que hizo de las técnicas del bordado, la costura, el dibujo y la pintura un medio para desarrollar su creatividad, siempre en una labor abnegada y altruista, resultando la impulsora de esta nueva época, lo que será reconocido por quienes creyeron en esos sueños y donaron sus piezas desinteresadamente para que el Taller y el Museo se tornasen realidad. Un reconocimiento que contará, en septiembre de 2016, con el acto de colación de una placa como homenaje a la impulsora del Museo, algo que no se hubiera logrado sin el trabajo coordinado de un grupo de personas comprometidas con la cultura de Bembibre.

### Evolución de la instalación

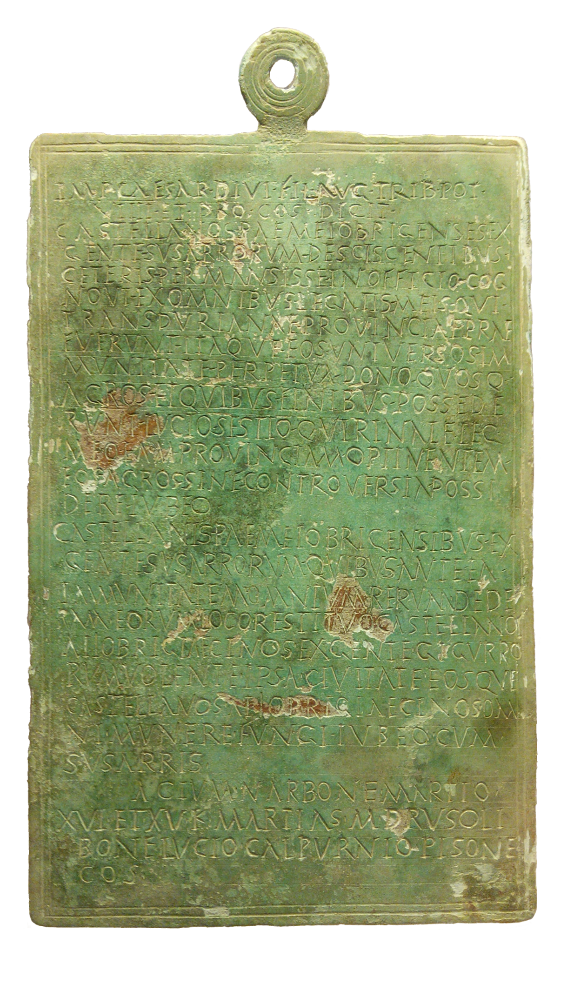
Bronce de Bembibre

Tras su inauguración, el 26 de junio de 1987, y fruto de la práctica, experiencia y dotaciones de recursos, se van abordando distintas reformas o adaptaciones, destacando la realizada  en el periodo 1997-2001, en que se lleva a cabo una remodelación física del inmueble y la actualización de los criterios temáticos, destinándose a espacio expositivo la planta baja del edificio de usos múltiples, ocupando en estas fechas una superficie de 520 m² sobre la que se exponen unas 300 piezas de un total de 3000 inventariadas. Durante este periodo, concretamente en febrero de 1999, sale a concurso la selección del logotipo Museo "Alto Bierzo", pasando desde entonces a tener esta denominación.
Durante la celebración de las Fiestas del Cristo del año 2001 se produce la reapertura del Museo, con asistencia de distintas autoridades, acto acompañado por la inauguración de la exposición Pax Romana, organizada por el Museo Provincial de León, siendo la pieza estrella la réplica del edicto de Augusto, réplica del original realizada en Astorga por el orfebre maragato José Manuel Santos Martínez y cedida, desde el 13 de octubre de 2001, en calidad de depósito temporal por la Junta de Castilla y León.
Con este nuevo montaje museográfico, que ya cuenta con las medidas de seguridad exigidas, el Museo Alto Bierzo entra a formar parte de la Red de Museos de Castilla y León el 5 de marzo de 2005, iniciándose así una nueva etapa que culminará en el año 2008, en el que, ante la falta de espacio como razón principal, se produce su traslado al Centro Cultural de la Villa Casa de las Culturas, donde el Museo Alto Bierzo reorganiza su exposición permanente entre el 7 de abril y el 20 de junio de ese año, abriendo sus puertas en su nueva y actual sede el día 20 de junio de 2008.
Este periodo, bajo la dirección del museo por Ángeles Alonso Rubio, junto a Cocha Casado Lobato, como asesora técnica, Jovino Andina Yanes, vocal secretario, redactor del montaje expositivo 2000-2001, y el resto de personas involucradas en la conservación del patrimonio bembibrense, culminará con el traslado a una nuevas instalaciones museísticas en la  Casa de la culturas.

## Instalaciones

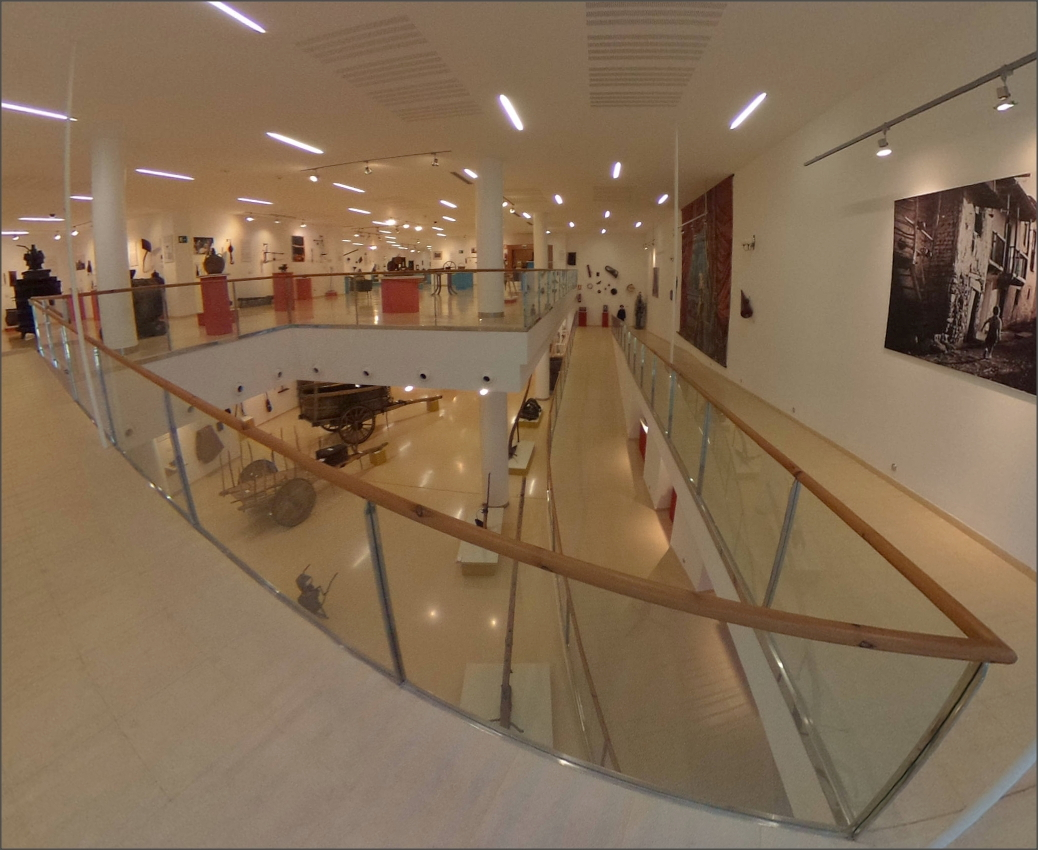
Rampas y perspectivas
[https://tools.wmflabs.org/panoviewer/#Centro_Cultural_Casa_de_las_Culturas_-_Rampas_en_Museo_Alto_Bierzo.jpg Pulse para visión omniorámica

El Museo Alto Bierzo se distribuye entre la planta baja y planta primera del Centro Cultural Casa de las Culturas, existiendo en la confluencia de ambas una zona de doble altura para el montaje de grandes piezas, lo que permite crear distintas perspectivas siendo, así mismo, zona de exposición la rampa interior que une ambos espacios.
Así, el propio museo, que posee una superficie de 800 m² y en el que pueden contemplarse unas 500 piezas de las más de 4000 custodiadas en sus dependencias, se erige en espacio singular, por su particular estructura y diseño.
Esta estructura es complementada con una serie de almacenes y talleres en los que se custodian piezas en proceso de evaluación y/o de almacenamiento.

## Colecciones
El programa museográfico, exhibiéndose piezas de gran valor, se divide en dos secciones:
- Arqueología

- Etnografía

### Arqueología
La sección de arqueología se ubica en el acceso a la planta baja, ocupando la mitad, aproximadamente, y refleja la evolución histórica de la Comarca del Boeza a través de las siguientes áreas cronológicas:
- Del Paleolítico a la Edad de Hierro

- La Cultura Castreña

- La Época Romana

- La Edad Media

Las visitas pueden contemplar un extenso repertorio de útiles, entre los que es preciso destacar el depósito de armas arrojadizas del Bronce Final, y el lapidario con una significativa colección de aras votivas dedicadas a divinidades astures, como el dios Cossus, así como la réplica del conocido como Bronce de Bembibre.

### Etnografía
La sección de Etnografía engloba las siguientes salas:
- Agricultura y ganadería
- Industrias caseras (La leche, El pan, Las castañas, La miel y La cera, El vino, Los pimientos y La matanza del cerdo)
- Oficios y artesanías (Zapatero y Guarnicionero, Madreñero, Cestero, Adobero, Herrero, Hojalatero, Carpintero y Alfarero)
- La Casa de los Abuelos
- El lino
- La Escuela de Doña Matilde
- Indumentaria tradicional

Destaca, como muestra de un pasado no tan lejano, al menos para determinada franja de edad, el apartado de La Casa de los Abuelos así como La Escuela de Doña Matilde, unas reminiscencias de una forma de vida y de estudio garantes del devenir socioeconómico de esta Cuenca, propiciando el recorrido por las diferentes salas un traslado por un momento en el tiempo, evocando en la memoria recuerdos y vivencias de otras épocas no tan lejanas.
La colección museográfica se complementa con una de arte contemporáneo, en la que se encuentra una representativa selección de fotografías y pinturas de autores bercianos, algo que se puede considerar inicio de una segunda fase, como  ya se manifestó en el acto inaugural al afirmar, el entonces concejal de Cultura, que quedaba por completar «las salas dedicadas a artistas locales como Amable Arias o Antonio Gago, y también a las diferentes culturas».

## Investigación y difusión

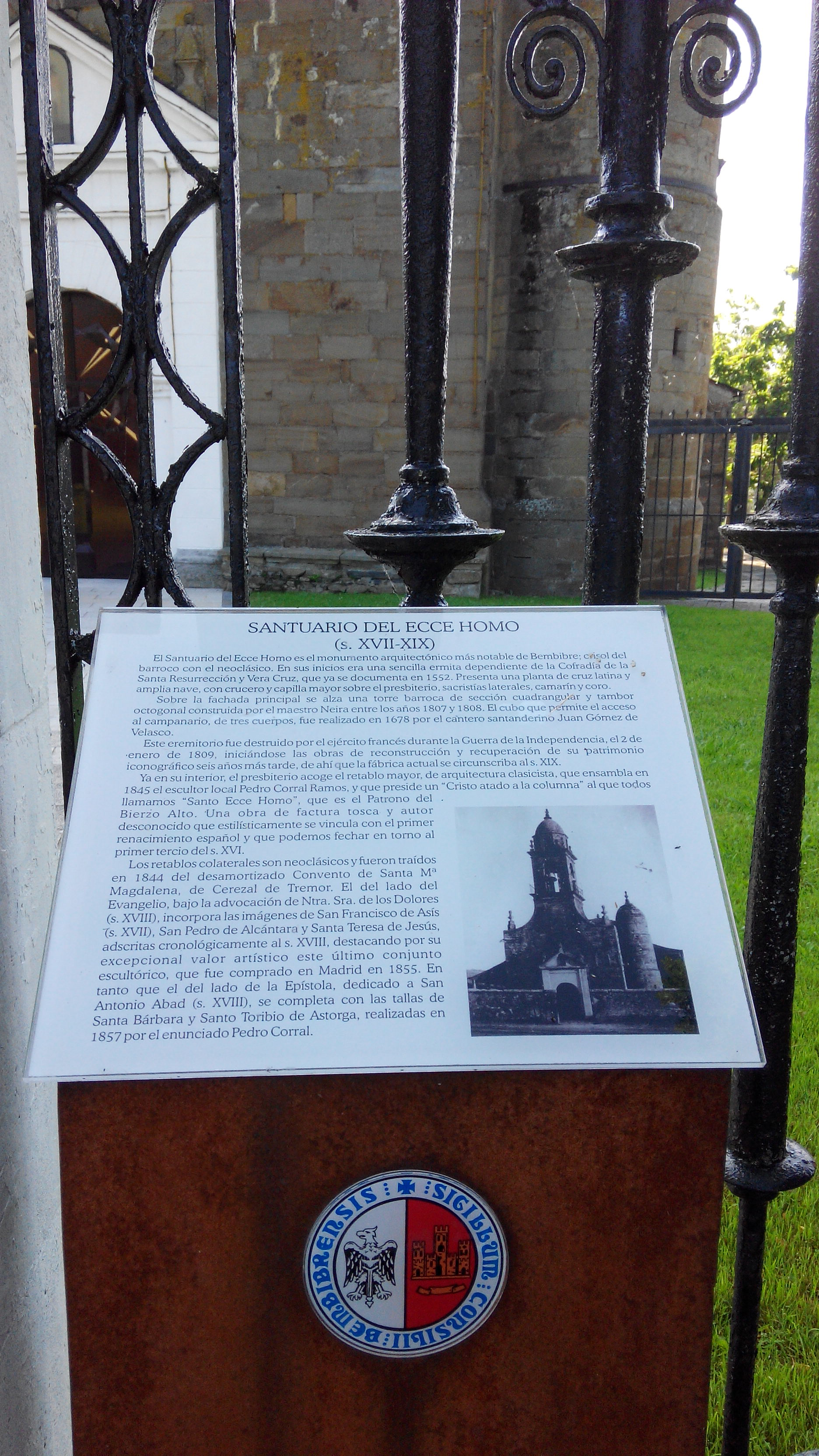
Santuario del "Ecce-Homo"
Publicación in-situ

Además de las funciones de custodia, catalogación y exposición propias de un museo, en el Museo Alto Bierzo la labor de investigación toma un espacial cariz, dadas ciertas singularidades que afectan a los fondos que permitan el conocimiento del pasado, próximo y lejano, lo que exige el mantenimiento de varias líneas de trabajo, siendo las que siguen de especial relevancia.
- La recopilación del patrimonio manuscrito adquiere un especial interés, dado que la documentación existente pereció bajo las llamas en diferentes incendios, provocados durante la Guerra de Independencia Española y la Revolución de octubre de 1934

- Las publicaciones que, en forma de folletos, guías y libros, ha editado o en los que ha colaborado la Concejalía de Cultura, Turismo y Fiestas del Ayuntamiento de Bembibre a lo largo de los últimos años, así como las realizadas por el personal del propio museo, en sus acciones propias de investigación
- El diseño y programación de exposiciones temporales sobre el pasado histórico de la población, oficios tradicionales, efemérides y un largo etcétera de acontecimientos en los que colabora, o lidera, el Museo Alto Bierzo

### La pieza del mes
Se inicia en noviembre de 2012 el proyecto didáctico denominado «Pieza del mes», proyecto que pretende convertir el museo en un aula temática en la que dar a conocer los fondos más singulares que se custodian en sus dependencias o se incorporan a las mismas, una labor que, además de la vertiente divulgativa desarrollada en el seno de la población, ha permitido abordar proyectos de investigación en diferentes aspectos de la comarca impulsando, así mismo, la colaboración con otras instituciones museísticas, universitarias, de los ámbitos de la investigación.
En este proyecto se han tratado, entre otros temas, diferentes vestigios arqueológicos, como útiles del Paleolítico, el ídolo de Valdalveiroz, el friso castreño de La Ribera de Folgoso, un documento epigráﬁco de la romanización del Bierzo Alto, el ara de Bembibre o El Edicto de Augusto. Precisiones en torno a su hallazgo, como pieza del mes de mayo de 2015 que, junto a  otros, se alternan con temas propiamente etnográficos, como Retrato de Coral Ortiz por Ángeles Alonso Rubio (1937), pieza del mes de septiembre de 2016.
Unas acciones y proyectos que permiten reescribir la historia al descubrir el significado de algunas de las piezas que se exhiben, y las relaciones que con la población de la cuenca del Boeza existieron, estableciéndose nuevos vínculos a través de su conocimiento.